# バヤーンセニェ - ザラエゲルセグ - ウク - ボバ線
バヤーンセニェ - ザラエゲルセグ - ウク - ボバ線（ハンガリー語: Bajánsenye–Zalaegerszeg–Ukk–Boba-vasútvonal）は、ハンガリー国鉄の鉄道線の名称である。路線番号は25。ハンガリーとスロベニアを結ぶ路線である。

## 運行形態[1]

### 区間特急(S)
- バルトナカリ・デルゲチェ - ウク - ツェルデメルク　【6月・9月運行】
6月と9月を中心に、週3往復の運行。ウク以南は26号線に直通する。西行はウク - ツェルデメルク間ノンストップで、東行はウクも通過し、ツェルデメルク - タポルツァ間ノンストップとなる。
2024年度に運行を開始した。

### 特別快速(Ex)
- レトロ・イストリア号：　コペル - ホドシ - ボバ - ブダペスト　【夏季運行】
一日1往復運行する。ザラエゲルセグ以西の停車駅は特急と同じ。ブダペスト方面行は、ザラエゲルセグ以東でインターシティ(IC)に連結される。コペル方面行は、アイカ - ザラセンティヴァーン間ノンストップで、ザラセンティヴァーン以西は特急と同じ停車駅となる。ホドシ以西はスロベニア国鉄オルモジ方面に、ボバ以東は20号線に直通する。
過去の運行形態
2016年以前は、特急列車として、夏季週2日のみ運行していた。西行は、ボバ - ザラエゲルセグ間ノンストップで、ボバ以東で普通列車に連結されていた。当時の愛称名は「イストリア」であった。
2017,18年度は、夏季のみ毎日運行の普通列車として運行していた。
2019年度より、特別快速(Ex)に格上げされた。
2023年度より、西行はボバとザラエゲルセグを経由しなくなり、代わりにザラエゲルセグ・オラ停車となった。愛称名が「レトロ・イストリア」に変更となった。
2024年度より、西行がザラセンティヴァーンとザラエゲルセグ停車となり、ザラエゲルセグ・オラは通過となった。

- タヌーヘジ号：　ケストヘイ - ウク - ツェルデメルク - ジェール　【夏季運行】
夏季限定で、一日1往復の運行。ウク以南は26号線に直通し、ツェルデメルク以北は10号線に直通する。ウク - ツェルデメルク間ノンストップ。
過去の運行形態
2017年以前は、通常の特急として運行していた。25号線内の駅はボバ以外全て通過し、ジェール方面に限りボバを通過していた。
2018,19年度に特別快速「エクスプレス(Ex)」として運行していた。2019年度には上下ともボバに停車していた。
2020年度より休止。
2023年度より、区間特急(S)の種別で運行を再開した。ボバ通過、ウク停車となった。
2024年度より、再び種別が特急「エクスプレス(Ex)」となった。

- レシェンツェ号：　ケストヘイ - ウク - ツェルデメルク - ソンバトヘイ　【春季・夏季運行】
春季・夏季に一日1往復の運行。26号線から20号線への直通列車であるが、ウク - ツェルデメルク間ノンストップ。
過去の運行形態
2020年以前は、特急(Gy)として運行し、夏季は一日1往復、春季は休日のみ一日1往復の運行であった。ウクは、ケストヘイ方面に限り停車していた。
2021年度は区間特急(S)として運行し、夏季2往復、春季1往復（休日は2往復）の運行であった。
2022年度に普通(O)に格下げされ、上下ともウク停車となった。
2023年度より、再び区間特急(S)として運行する様になり、一日1往復に減便となった。レセンツェの愛称名が与えられた。
2024年度より、種別が特急「エクスプレス(Ex)」に変更となった。

### 特急「インターシティ(IC)」
- ツィタデッラ号：　コペル/リュブリャナ - ホドシ - ボバ - ブダペスト
一日1往復運行の昼行列車。ホドシ以西はスロベニア国鉄オルモジ方面に、ボバ以東は20号線に直通する。
2019年以前は、特急(O)として運行していた。ブダペスト方面行に限り、ザラエゲルセグ - ボバ間各駅に停車していた。

- ゲチェイ号：　ザラエゲルセグ - ヤーノシュハーザ - ブダペスト
2時間に1本の運行。ボバ以東は、ボバ駅を通らず短絡線を経由し20号線に直通する。
過去の運行形態
2019年以前は、下記3種別に分かれていた。
  - インターシティ(IC)「ゲチェイ」号：　一日1往復の運行。ブダペスト方面は、夏季の週2日のみコペル始発の車両を連結していた。
  - インターシティ(IC)「ヘテーシュ」号：　休日（夏季を除く）のみ、ブダペスト方面片道1本のみの運行。ザラエゲルセグ - アイカ間ノンストップで運行していた。
  - 特急(O)：　2時間に1本の運行。ボバを経由し、ボバ以東はソンバトヘイ方面の車両と併結し20号線に直通していた。
  - 普通(O)：　2時間に1本の運行。ボバを経由し、ボバ以東はソンバトヘイ方面の車両と併結し20号線に直通していた。各駅停車。

2019年末に、上記各系統が統合され、インターシティ(IC)「ゲチェイ」号となった。ボバでの併結がなくなり、短絡線経由となった。

- ケーク・フッラーム号：　ブダペスト南駅 - ウク - ツェルデメルク - ソンバトヘイ　【夏季運行】
夏季のみ、一日1往復運行する。金・土曜にソンバトヘイ行が、土・日曜にブダペスト行が、一日1往復増発される。ウクとヤーノシュハーザは通過する。ウク以南は26号線から直通し、ツェルデメルク以西は20号線に直通する。
2017年以前は普通の特急として、2018-20年は区間特急(S)として運行していた。

### 快速(IR)
- バラトンセントジェルジ - ウク - ケストヘイ - ジェール
2時間に1本の運行。ウク以南は26号線から直通し、ツェルデメルク以北は10号線に直通する。
2019年末に運行を開始した。

### 普通
下記3系統に分かれる。
- (ホドシ - )エーリセントペーテル - ザラエゲルセグ
2-4時間に1本の運行。うち一日2往復がホドシ発着となる。
2022年度以前は一日6往復の運行で、うち4往復がホドシ発着であった。

- ザラエゲルセグ - ボバ - ツェルデメルク
2-4時間に1本の運行。ボバ以北は20号線に直通する。

## 駅一覧
以下では、ハンガリー国鉄25号線の駅と営業キロ、停車列車、接続路線などを一覧表で示す。
- 種別
  - IC：特急「インターシティ」
  - IR：快速「インターレギオ」
  - Sz：普通
- 停車駅
  - ■印：全列車停車
  - ●印：大部分停車、一部通過
  - ○印：大部分通過、一部停車
  - ｜印：全列車通過

| 路線名 | 駅名                             | 駅間営業キロ | 累計営業キロ | IC | IR | Sz | 接続路線                                                               | 所在地           | 所在地                 |
| ------ | -------------------------------- | ------------ | ------------ | -- | -- | -- | ---------------------------------------------------------------------- | ---------------- | ---------------------- |
| 25     | ホドシ駅                         | -            | 0.0          | ■  |    | ■  | スロベニア国鉄オルモジ方面                                             | プレクムリェ地方 | ホドシ町               |
| 25     | バヤーンセニェ駅                 | 2.3          | 2.3          | ｜ |    | ■  |                                                                        | ザラ県           | エーリセントペーテル郡 |
| 25     | エーリセントペーテル駅           | 4.8          | 7.1          | ■  |    | ■  |                                                                        | ザラ県           | エーリセントペーテル郡 |
| 25     | ナジラーコシュ駅                 | 3.0          | 10.1         | ｜ |    | ■  |                                                                        | ザラ県           | エーリセントペーテル郡 |
| 25     | パンカス駅                       | 3.3          | 13.4         | ｜ |    | ■  |                                                                        | ザラ県           | エーリセントペーテル郡 |
| 25     | フェルセーヤーノシュファ駅       | 3.6          | 17.0         | ｜ |    | ■  |                                                                        | ザラ県           | エーリセントペーテル郡 |
| 25     | ザラレヴェー駅                   | 2.7          | 19.7         | ■  |    | ■  |                                                                        | ザラ県           | ザラエゲルセグ郡       |
| 25     | ザラカタパルヤ駅                 | 2.6          | 22.3         | ｜ |    | ■  |                                                                        | ザラ県           | ザラエゲルセグ郡       |
| 25     | ブダファ駅                       | 1.7          | 24.0         | ｜ |    | ■  |                                                                        | ザラ県           | ザラエゲルセグ郡       |
| 25     | ザラチェーブ・シャロムヴァール駅 | 3.1          | 27.1         | ｜ |    | ■  |                                                                        | ザラ県           | ザラエゲルセグ郡       |
| 25     | ザラセントジェルジ駅             | 4.2          | 31.3         | ｜ |    | ■  |                                                                        | ザラ県           | ザラエゲルセグ郡       |
| 25     | バゴド駅                         | 2.6          | 33.9         | ｜ |    | ■  |                                                                        | ザラ県           | ザラエゲルセグ郡       |
| 25     | アンドラーシュヒダ駅             | 3.0          | 36.9         | ｜ |    | ■  |                                                                        | ザラ県           | ザラエゲルセグ郡       |
| 25     | ザラエゲルセグ・オラ駅           | 4.6          | 41.5         | ｜ |    | ■  | 短絡線（聖イヴァーンまで3.3km）                                        | ザラ県           | ザラエゲルセグ郡       |
| 25     | ザラエゲルセグ駅                 | 3.3          | 44.8         | ■  |    | ■  | 23号線（レーディチ方面）                                               | ザラ県           | ザラエゲルセグ郡       |
| 25     | ザラセンティヴァーン駅           | 8.8          | 53.6         | ■  |    | ■  | 短絡線（聖イヴァーンまで3.3km） 17号線（ペーチ方面、ソンバトヘイ方面） | ザラ県           | ザラエゲルセグ郡       |
| 25     | ケメンドラール駅                 | 3.8          | 57.4         | ｜ |    | ■  |                                                                        | ザラ県           | ザラエゲルセグ郡       |
| 25     | ポーカセペトク駅                 | 3.0          | 60.4         | ｜ |    | ■  |                                                                        | ザラ県           | ザラエゲルセグ郡       |
| 25     | パコド駅                         | 4.5          | 64.9         | ｜ |    | ■  |                                                                        | ザラ県           | ザラセントグロート郡   |
| 25     | ザラベール・バティク駅           | 4.7          | 69.6         | ■  |    | ■  |                                                                        | ザラ県           | ザラセントグロート郡   |
| 25     | テュルイェ駅                     | 4.5          | 74.1         | ｜ |    | ■  |                                                                        | ザラ県           | ザラセントグロート郡   |
| 25     | ダブロンツ駅                     | 6.7          | 80.8         | ｜ |    | ■  |                                                                        | ヴェスプレーム県 | シュメグ郡             |
| 25     | ウク駅                           | 3.6          | 84.4         | ■  | ｜ | ■  | 26号線（バラトンセントジェルジ方面）                                   | ヴェスプレーム県 | シュメグ郡             |
| 25     | リガーチ駅                       | 2.3          | 86.7         | ｜ | ｜ | ●  |                                                                        | ヴェスプレーム県 | シュメグ郡             |
| 25     | ネメシュケレストゥール駅         | 4.0          | 90.7         | ｜ | ｜ | ●  |                                                                        | ヴァシュ県       | ツェルデメルク郡       |
| 25     | ヤーノシュハーザ駅               | 2.6          | 93.3         | ■  | ■  | ■  |                                                                        | ヴァシュ県       | ツェルデメルク郡       |
| 25     | ケメネシュパールファ駅           | 3.1          | 96.4         | ｜ | ｜ | ●  | 20号線短絡線（ブダペスト方面）                                         | ヴァシュ県       | ツェルデメルク郡       |
| 25     | ボバ駅                           | 4.9          | 101.3        | ■  | ｜ | ■  | 20号線（ブダペスト方面）                                               | ヴァシュ県       | ツェルデメルク郡       |
| 20     | ネメシュコチ駅                   | 2.3          | 103.6        | ｜ | ｜ | ●  |                                                                        | ヴァシュ県       | ツェルデメルク郡       |
| 20     | ツェルデメルク駅                 | 7.3          | 110.9        | ■  | ■  | ■  | 10号線（ジェール方面）、20号線（ソンバトヘイ方面）                     | ヴァシュ県       | ツェルデメルク郡       |